# Dombasle-devant-Darney
Dombasle-devant-Darney is een gemeente in het Franse departement Vosges (regio Grand Est) en telt 89 inwoners (2009). De plaats maakt deel uit van het arrondissement Épinal.

## Geografie
De oppervlakte van Dombasle-devant-Darney bedraagt 8,5 km², de bevolkingsdichtheid is dus 10,5 inwoners per km².
De onderstaande kaart toont de ligging van Dombasle-devant-Darney met de belangrijkste infrastructuur en aangrenzende gemeenten.

## Demografie
Onderstaande figuur toont het verloop van het inwonertal (bron: INSEE-tellingen).